# Люкс
Люкс (позначення: лк, міжнародне: lx, від лат. lux — «світло») — одиниця вимірювання освітленості в Міжнародній системі одиниць (SI). 1 люкс — це освітленість світловим потоком 1 лм, рівномірно розподіленим по поверхні площею 1 м².

## Деякі приклади освітленості
| Освітленість, лк | Приклад                                               |
| ---------------- | ----------------------------------------------------- |
| 10−5             | Світло Сіріуса, найяскравішої зірки нічного неба      |
| 0.002            | Безмісячне зоряне небо зі світінням                   |
| 0.01             | Чверть Місяця                                         |
| 0.27–1.0         | Повний місяць у ясну ніч                              |
| 1                | Повний місяць в тропіках                              |
| до 20            | У морі на глибині ~ 50 м                              |
| 50               | Житлова кімната                                       |
| 100              | Дуже темний похмурий день                             |
| 320–500          | Офісне освітлення                                     |
| 400              | Схід та захід сонця в ясний день                      |
| 1000             | Похмурий день, типове освітлення у кіностудії         |
| 10 000–25 000    | Ясний сонячний день (в тіні)                          |
| 32 000—100 000   | Пряме сонячне світло                                  |
| 135 000          | Поза атмосферою на середній відстані Землі від Сонця. |

## Таблиця фотометричних одиниць (SI)
| Фотометричні одиниці SI | Фотометричні одиниці SI | Фотометричні одиниці SI               | Фотометричні одиниці SI | Фотометричні одиниці SI | Фотометричні одиниці SI                                                                                            |
| Величина                | Позначення              | Формула                               | Одиниця SI              | Скорочення              | Примітка |
| ----------------------- | ----------------------- | ------------------------------------- | ----------------------- | ----------------------- | --- |
| Світлова енергія        | Qv                      | Q= Ф*t, t-час                         | люмен-секунда           | лм·с                    | Іноді цю одиницю називають тальботом                                                                               |
| Світловий потік         | Ф                       | Ф= I*4п                               | люмен = кд·ср           | лм                      | - |
| Сила світла             | Iv                      | I= Ф/4п                               | кандела=лм/ср           | кд                      | - |
| Яскравість              | B                       | B=I/A, А-площа поверхні, що світиться |                         | кд/м2                   | - |
| Освітленість            | Ev                      | Е=Ф/А                                 | люкс = лм/м2            | лк                      | Використовується щодо світла, яке падає на поверхню                                                                |
| Світність               | Mv                      | M=Ф/А                                 | люкс = лм/м2            | лк                      | Використовується щодо світла, яке випромінюється поверхнею                                                         |
| Світловий вихід         | -                       | -                                     |                         | лм/Вт                   | Відношення світлового потоку до густини потоку електромагнітного випромінювання, максимальне значення дорівнює 683 |
| Світлова експозиція     | Н                       | Н= Et= Q/A= ∫E dt                     | люкс/секунда            | лк/с                    | - |
| Світлова віддача        | К                       | -                                     | люмен/ват               | лм/вт                   | - |